# Синиша Ерготић
Синиша Ерготић (Осијек, 14. септембар 1968) је бивши југословенски и хрватски атлетски репрезентативац, специјалиста за скок удаљ. Такмичио се и у спринту на 100 метара. Био је члан Атлетског клуба Младост из Загреба.

## Каријера
Ерготић је био вишеструки првак Југославије и Хрватске Првак Југосласвије био 4 пута у скоку удаљ (1987, 1989, 1990 на отвореном и 1991 у дворани). На првенствима Хрватске био је 3 пута првак у трци на 100 метара (1992, 1995 и 1996), а у скоку удаљ 5 пута (1992, 1993, 1994, 1995 и 1996) на отвореном и једном у дворани (2002).
На Европском првенству у Сплиту у финалу је заузео 9 место. Последњи пут је наступио за репрезентацију Југославије и освојио медаљу на Балканским играма 1990. у Истанбулу када је победио.
Прво значајније такмичење у којем се такмичио за нову државу било је Европско првенство у дворани 1992. године. После 10 година учествовао је на још једном Европском првенству у дворани 2002. године, али на оба није успео да се пласира у финале. На првенствима Европе на отвореном учествовао је три пута 1994, 1998. и 2002. године. Највећи успех у каријери постигао је  2002. у Минхену када је освојио сребрну медаљу.